# Irvin D. Yalom
Irvin D. Yalom (Washington, DC, Estados Unidos, 13 de junho de 1931) é um escritor americano. Filho de imigrantes russos, formou-se em psiquiatria na Universidade de Stanford e está há 47 anos em Stanford.
Tornou-se conhecido quando sua obra Love's Executioner and Others Tales of Psychotherapy, publicada em 1989, alcançou a lista de livros mais vendidos nos Estados Unidos. Na mesma linha, seguiu-se Momma and the Meaning of Life (1999). Seu primeiro romance foi Quando Nietzsche Chorou (1992). Lançou também A Cura de Schopenhauer, Mentiras no divã e Os desafios da terapia.
Em Quando Nieztche chorou, Irvin Yalon romantiza a vida de Friedrich Nietzsche e Josef Breuer. Apesar dos personagens principais da trama nunca terem se conhecido (o próprio autor afirma em suas observações no final do livro), o romance é parcialmente baseado em fatos.

## Livros

### Romances
- (1992) Quando Nietzsche Chorou (When Nietzsche Wept)
- (1996) Mentiras no Divã (Lying on the Couch)
- (2005) A Cura de Schopenhauer (The Schopenhauer Cure)
- (2012) O Problema Espinosa, edições Saída de emergência, tradução de João Henrique Pinto (The Spinoza Problem)

### Não ficção
- (1970 1st ed, 1975 2nd ed., 2005 5th ed.) Psicoterapia em Grupo - Teoria e Prática (The Theory and Practice of Group Psychotherapy)
- (1974) Cada Dia Mais Perto (Every Day Gets a Little Closer)
- (1980) Existential Psychotherapy [Não lançado do Brasil]
- (1983) Inpatient Group Psychotherapy [Não lançado do Brasil]
- (1989) O Carrasco do Amor (Love's Executioner and Other Tales of Psychotherapy)
- (1998) Vou Chamar a Polícia ou Chamem a polícia (The Yalom Reader)
- (1999) Mamãe e o Sentido da Vida (Momma and the Meaning of Life)
- (2001) Os Desafios da Terapia (The Gift of Therapy: An Open Letter to a New Generation of Therapists and Their Patients
- (2008) De Frente Para o Sol ou De olhos fixos no sol (Staring at the Sun: Overcoming the Terror of Death)
- (2015) Criaturas de um dia (Creatures of a Day)
- (2017) Becoming Myself: A Psychiatrist's Memoir [Sem tradução para o português]